# Geoff Downes
Geoffrey „Geoff“ Downes (* 25. srpna 1952 Stockport) je britský rockový klávesista, skladatel a hudební producent. Je známý především jako člen skupin Asia, The Buggles a Yes. V Yes hrál v letech 1980 a 1981, kdy kapela vydala album Drama, opětovně se k této skupině připojil v roce 2011 a nahrál s ní desku Fly from Here. Od konce 80. let vydává rovněž vlastní sólové desky.

## Sólová diskografie
- The Light Program (1987)
- Vox Humana (1992)
- Welcome to the Real World (1993, se skupinou Trapeze)
- Evolution (1996)
- Hughes/Downes: The Work Tapes (1998)
- The World Service (2000)
- Shadows & Reflections (2003)
- The Collection (2003)
- Live at St. Cyprian's
- Icon (2005, s Johnem Wettonem)